# Conector (gramática)
Em gramática, articuladores do discurso ou conectores são expressões que num texto ligam palavras, frases e parágrafos.
Os conectores são, assim, palavras ou expressões que se utilizam para especificar as relações entre vários segmentos linguísticos de um texto - servem para associar as ideias e estabelecer ligações  entre elas.
O uso correcto de conectores permite uma maior coesão textual e envolve uma compreensão facilitada da globalidade do texto.
Os conectores pertencem a diversas classes de palavras - conjunções (ou locuções conjuntivas) coordenativas e subordinativas, advérbios (ou locuções adverbiais), preposições (ou locuções prepositivas), expressões adjetivas ou até orações completas.

## Tipos de conectores
- Adição - e, nem, pois, além disso, e ainda, não só…mas também, como ainda, bem como…assim como, por um lado…por outro lado, depois, logo após, finalmente, em primeiro lugar, em segundo lugar, do mesmo modo, igualmente, de igual modo, da mesma maneira, de igual maneira, de novo, novamente, também, primeiramente, da mesma forma, de igual forma, ultimamente, opostamente, de modo oposto, de maneira oposta, por último…
- Alternativa - ou, ou...ou ,ou, ora…ora, já...já, seja...seja, ,quer…quer, .talvez...talvez, não...nem, em alternativa…
- Certeza / afirmação - certamente, é evidente que, com certeza, decerto, naturalmente, que, sem dúvida, sem dúvida que, de certo, é óbvio que, evidentemente, obviamente, verdadeiramente', de verdade, verdadeiro, realmente, exato, exatamente, com exatidão…
- Conformidade - consoante, conforme, segundo, como, de acordo com
- Comparação - como, também, conforme, tanto…quanto, tal como, assim como, bem como, pela mesma razão, de forma idêntica,a, de forma similar…
- Concessão - embora, conquanto, ainda que, mesmo que, mesmo quando, se bem que, apesar de, ainda assim, mesmo assim, por mais que, de qualquer forma, posto que, malgrado, não obstante, inobstante, em que pese, independentemente dertermina

- Conclusão / síntese / resumo - pois, portanto, por conseguinte, assim, logo, enfim, concluindo, conclusivamente, em conclusão, em síntese, consequentemente, em consequência, por outras palavras, ou seja, em resumo, ou melhor, pois, por isso, deste modo, em suma, sintetizando, finalizando…
- Condição - se, caso, desde que, contanto que, exceto se, salvo se, a menos que, a não ser que, sem que, uma vez que (seguida de verbo no subjuntivo)
- Confirmação - com efeito, efetivamente, na verdade, de fato, factualmente, verdade, verdadeiramente, óbvio, obviamente…
- Consequência - pelo que, de modo que, de forma que, de maneira que, de sorte que, de jeito que, daí que, tão… que, tal... que, tanto... que, tamanho... que, por tudo isso, consequentemente, por conseguinte, como consequência…
- Dúvida - Talvez, possivelmente, provavelmente, é possível que, é provável que, porventura, quiçá, acaso, quem sabe, por certo…
- Explicitação / particularização - quer isto dizer, isto (não) significa que, por outras palavras, isto é, por exemplo, ou seja, é o caso de, nomeadamente, em particular, a saber, entre outros, especificamente…
- Finalidade / intencionalidade - com o fim de, com intuito, para (que), a fim de (que), com o objetivo de, de forma a, com o fim / com o objetivo de / com o propósito de / com intuito de / com a intenção de, com o fito de, que, porque (= para que)…
- Modo / forma / maneira - bem, mal, assim, depressa, devagar, melhor, pior, rapidamente, calmamente, facilmente e a maioria dos advérbios terminados em -mente, à toa, à vontade, às claras, às escuras, às pressas, à francesa, às escondidas, em silêncio, em vão, sem medo, de mansinho, ao vivo
- Necessidade / obrigação - faz-se mister, é necessário que, faz-se urgente que, urge que, é preciso que, é dever, torna-se imprescindível que
- Opinião - na minha opinião, a meu ver, em meu entender, parece-me que, estou em crer que…
- Oposição / contraste - mas, porém, todavia, contudo, entretanto, no entanto, senão (= mas sim) contrariamente, em vez de, ao invés de, pelo contrário, por oposição, oposto, opostamente, doutro modo, ao contrário, não obstante, por outro lado…
- Proporção / proporcionalidade - ao passo que, à medida que, à proporção que, quanto mais, tanto mais, enquanto
- Reafirmação / confirmação / resumo - ou seja, ou melhor, ou antes, isto é, digo, por assim dizer, por outras palavras, com efeito, efetivamente, na verdade, de fato, de tato, em suma, em resumo, resumidamente…
- Reformulação - quer dizer, mais corretamente, mais precisamente, ou melhor, dito de outro modo, numa palavra, noutros termos, por outras palavras…
- Razão / motivo / causa - porque, já que, visto que, uma vez que, porquanto, como (= porque), na medida em que, devido a, em virtude de, em razão de, em vista de, tendo em vista que, em face de, em decorrência de
- Sequência - começando, primeiramente, para começar, em primeiro lugar, num primeiro momento, antes de, em segundo lugar, em seguida, logo após, depois de, por último, concluindo, para terminar, em conclusão, em síntese, finalizando…
- Sequência temporal - Hoje, ontem, agora, amanhã, ainda, cedo, depois, tarde, antes
- Sequência geográfica / espacial - Aqui, ali, aí, lá, perto, longe, dentro, fora, à direita, à esquerda, à frente, acima, abaixo, à distância, de longe, de perto
- Tempo - quando, enquanto, até que, antes que, logo que, assim que, depois que, sempre que, desde que, desde quando,  todas as vezes, senão quando, ao tempo que, mal...
- Negação - não, nunca, tampouco, jamais, nada, ninguém, de modo algum, de jeito nenhum, em hipótese alguma
- Ordem - ultimamente, primeiramente, antes, depois...
- Designação - eis, vede, aqui está...
- Realce / função expletiva - cá, lá, só, é que, ainda, mas...
- Inclusão / exclusão - também, até, mesmo, inclusive, só, salvo, menos, apenas, senão, exclusive, fora, tirante, sequer...
- Intensidade / quantidade - muito, pouco, bastante, mais, menos, tão, tanto, quase, demais...